# Horisme pfeifferi
Horisme pfeifferi là một loài bướm đêm trong họ Geometridae.